# Іван XV
Іван XV (лат. Ioannes; ? — березень 996, Рим, Папська держава) — сто тридцять сьомий папа Римський (серпень 985 — березень 996), народився у Римі, син пресвітера Лева. Обраний на папський престол завдяки присутності імператриці Феофано, регента при малолітньому імператорі Священної Римської імперії Оттоні III, попри амбіції римського правителя Кресцентія II.
Продажність і непотизм папи не сприяли його популярності серед римського населення. Під час правління Івана XV виник спір між папою та королем Франції Гуго Капетом про право останнього призначати та зміщувати архієпископа Реймського. У 996 році Оттон III здійснив подорож до Рима, щоб коронуватися імператором, проте Іван XV помер до його приїзду.